# Coup d'État de 1996 au Burundi
Le coup d'État de 1996 au Burundi est un coup d'état militaire, qui a lieu au Burundi le 25 juillet 1996. Au milieu de la Guerre civile burundaise, l'ancien président Pierre Buyoya (un tutsi) dépose le président hutu Sylvestre Ntibantunganya. Selon Amnesty International, dans les semaines qui suivent le coup d’État, plus de 6 000 personnes sont tuées dans le pays. C'est le deuxième coup d’État mené avec succès par Pierre Buyoya, après celui ayant renversé Jean-Baptiste Bagaza en 1987.

## Contexte
Le tutsi Pierre Buyoya est arrivé au pouvoir au Burundi après un coup d'État militaire en septembre 1987, renversant Jean-Baptiste Bagaza. Pierre Buyoya est resté président jusqu'à la première élection présidentielle démocratique, dans le pays, du 27 juin 1993, qui a été remporté par le hutu Melchior Ndadaye. Le 21 octobre de la même année, Melchior Ndadaye est assassiné, ce qui est le point de départ de la Guerre civile burundaise entre les communautés Hutu et Tutsi. Cyprien Ntaryamira, modéré hutu, devient président en février 1994, mais lui et le président rwandais Juvénal Habyarimana sont à leur tour assassinés le mois d'avril suivant, ce qui déclenche le génocide rwandais. Cyprien Ntaryamira est remplacé par un autre dirigeant hutu, Sylvestre Ntibantunganya.

## Les événements de juillet 1996
Le 21 juillet 1996, les rebelles hutus attaquent un camp de réfugiés dans le pays et tuent plus de 300 personnes. Le 23 juillet, le président Ntibantunganya se réfugie à la résidence de l'ambassadeur américain. Le 25 juillet, l'armée prend le pouvoir, un mouvement annoncé à la radio par le ministre de la Défense Firmin Sinzoyiheba, justifiant ce passage en force par « la démission de fait du président de la République, les désordres et l'impuissance des institutions ». Pierre Buyoya est nommé président par intérim. Les partis politiques et l'Assemblée nationale sont suspendus « jusqu'à nouvel ordre », les manifestations et les grèves sont interdites.
Le coup d'État militaire est condamné par les dirigeants internationaux, y compris le président américain Bill Clinton, le secrétaire général des Nations unies Boutros Boutros-Ghali et le chef de l'organisation de l'unité africaine, Salim Ahmed Salim. C'est le quatrième renversement par la force du gouvernement burundais depuis l'indépendance du pays en 1962, et le second mené par Pierre Buyoya.

## Les suites du coup d’État
Les massacres entre communautés continuent. Selon Amnesty International, dans les semaines qui suivent immédiatement le coup d’État, plus de 6 000 personnes sont tuées dans le pays. Les dirigeants de huit pays africains voisins, la République démocratique du Congo, le Kenya, le Rwanda, l'Ouganda, la Tanzanie, l’Éthiopie, l’Érythrée et la Zambie décident de mettre en place un embargo économique contre le Burundi pour obliger Pierre Buyoya à négocier avec les rebelles hutus. Cet embargo entraîne une régression sanitaire, scolaire, agricole, l’extension du chômage en ville, et une hausse des prix. En début d'année 1998, Pierre Boyoya accepte une médiation internationale. Un médiateur a déjà été désigné dès 1996 dans des conférences des États régionaux, tenues à l'initiative de la fondation Carter. Il s'agit de Julius Nyerere. À la mort de celui-ci, en octobre 1999, il est fait appel à  Nelson Mandela. Celui-ci relance le processus de paix.
À Pierre Buyoya succède en 2003 Domitien Ndayizeye, à la suite d'une médiation internationale et d'un accord signé sous l'égide de Nelson Mandela. La guerre civile continue jusqu'en 2005, où les négociations menées par Nelsoin Mandela aboutissent,,.